# Дустов, Абдуфаёз
Абдуфаёз Дустов — советский хозяйственный, государственный и политический деятель, Герой Социалистического Труда.

## Биография
Родился в 1928 году в Таджикской ССР. Член КПСС.
С 1946 года — на хозяйственной, общественной и политической работе. В 1946—1990 гг. — колхозник, звеньевой, бригадир колхоза имени Ленина Колхозабадского района Таджикской ССР.
Указом Президиума Верховного Совета СССР от 25 декабря 1976 года присвоено звание Героя Социалистического Труда с вручением ордена Ленина и золотой медали «Серп и Молот».
Делегат XXV съезда КПСС.
Избирался депутатом Верховного Совета Таджикской ССР 10-го созыва.
Умер в Таджикистане после 1990 года.

## Награды и звания
- Герой Социалистического Труда (25.12.1976).
- орден Ленина (03.04.1965; 10.12.1973; 25.12.1976)
- орден Октябрьской Революции (08.04.1976)
- орден Дружбы народов (26.02.1981)